# Phare de Québec
Le Phare de Québec est un projet immobilier abandonné du Groupe Dallaire situé sur le boulevard Laurier, dans l'arrondissement Sainte-Foy-Sillery-Cap-Rouge, à Québec. Cet ensemble de 3 000 000 pi2 aurait compté quatre tours de 17 à 49 étages. La plus haute tour aurait possédé 230 condos, 270 appartements, un hôtel de 150 chambres. Ce dernier bâtiment visait à être un des plus hauts édifices au Québec.

## Historique

### Acquisition du terrain

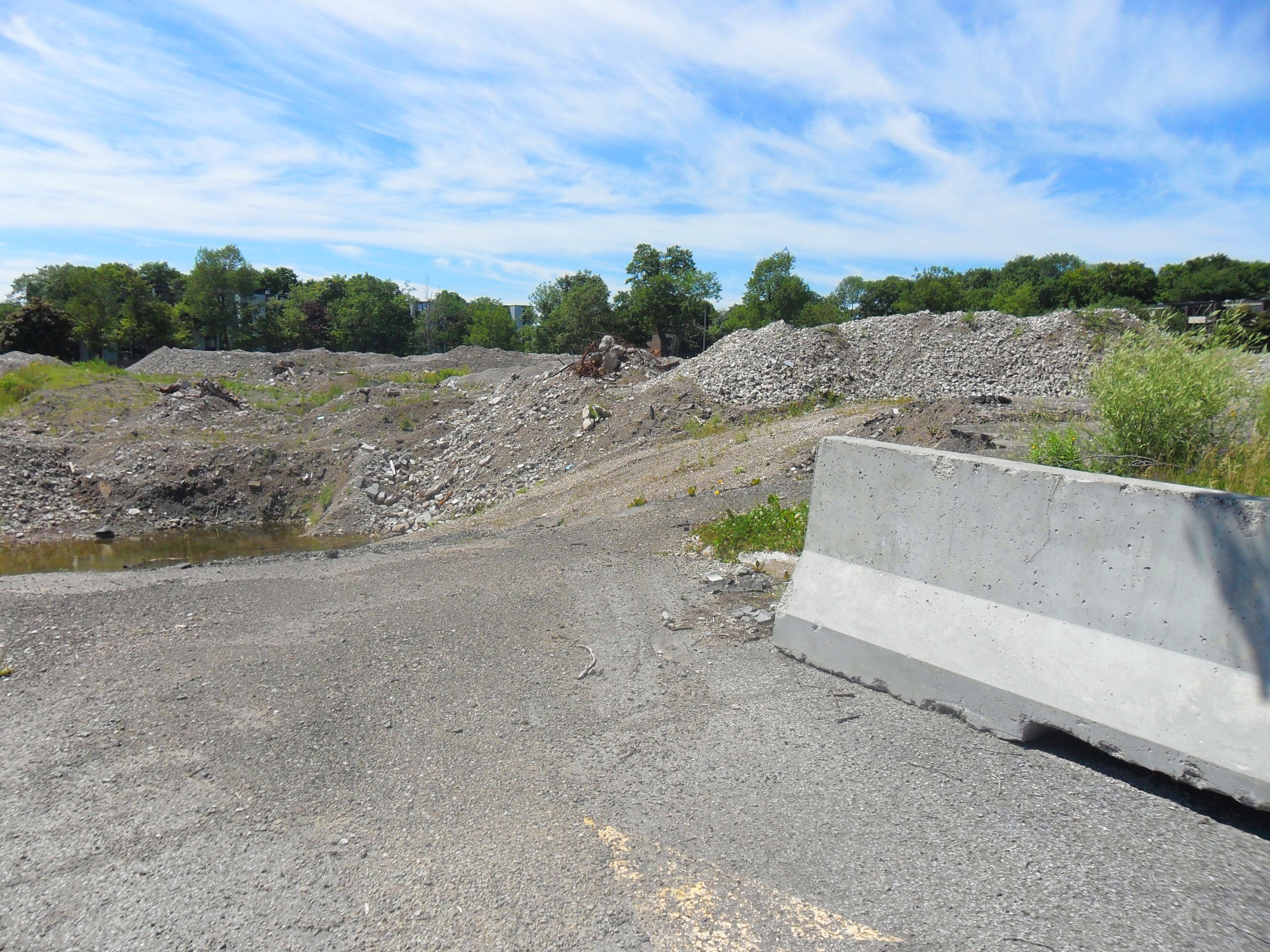
Le terrain du projet est celui de l'ancien Hôtel des Gouverneurs.

Le terrain de 260 000 pieds carrés est d'abord occupé par l'Hôtel des Gouverneurs (ou « Auberge des Gouverneurs »), un complexe de 4 étages comportant plus de 300 chambres. Construit de 1963 à 1964 par l'entreprise Delta, il est inauguré le 9 juin 1964. En avril 2010, le groupe immobilier Cominar acquiert le terrain pour une somme variant entre 20 et 30 millions $. L'hôtel ferme ses portes le 31 octobre 2010. Cominar débute des discussions avec la ville de Québec en février 2012 et fait part de sa vision d'une tour de 45 étages. Entre les branches, on apprend que la volonté du promoteur Michel Dallaire est de concevoir une tour « phare », sans plus de détails. Il faut attendre janvier 2014 avant que les travaux de démolition débutent. Le 26 juin 2014, le promoteur rencontre Régis Labeaume, maire de Québec, pour lui faire part du sérieux de son projet.

### Projet initial
Le projet est officiellement annoncé le 18 février 2015. Conçu et élaboré par Alpha Architecture, le concept étonne par ses dimensions : il s'agit d'un complexe de 4 tours dont l'édifice principal est haut de 65 étages sur 250 mètres, ce qui en ferait le plus haut gratte-ciel au Québec. Le projet mise sur la mixité : il regroupe des espaces commerciaux, résidentiels et hôteliers. La maquette, présentée plusieurs mois plus tôt à la Ville, avait pourtant reçu un avis très négatif le 11 septembre 2013 de la part de la Commission d'urbanisme. La tour principale, qui présente des similarités avec le Burj-al-Arab de Dubaï, est critiquée publiquement par des architectes pour son apparence, mais aussi pour son impact sur le quartier environnant en créant un ombrage important et des vents violents. L'ancienne présidente de l'Ordre des architectes du Québec craint également le manque de compétence du promoteur dans un projet de cet ampleur. Par ailleurs, la hauteur envisagée excède de plusieurs dizaines d'étages la limite imposée par le Programme particulier d'urbanisme (PPU) du secteur. Malgré ces inquiétudes, un sondage commandé par le Journal de Québec auprès de Léger Marketing révèle que 72% des résidents de la ville seraient en accord ou plutôt favorables avec le projet.
Des études d'impact sur la circulation et l'environnement immédiat sont menées au cours de l'été et de l'automne 2015. D'autres études sont également nécessaires avant le dépôt du projet à la Commission d'urbanisme. Le 22 septembre 2016, cette commission émet un avis favorable vis-à-vis de nouveaux plans reçus en août et qui seront rendus publics à l'automne,.

### Évolution du projet
Le 15 novembre 2016, une mise à jour majeure du projet est publiquement dévoilée. L'édifice principal, entièrement vitré, prend désormais une forme triangulaire. La hauteur des trois autres édifices est respectivement fixée à 180 mètres, 110 mètres et 60 mètres. Par ailleurs, une salle de concert de 750 places est ajoutée aux plans du complexe. Cette nouvelle mouture impressionne d'un point de vue architectural, mais continue de susciter certaines critiques notamment du point de vue de la hauteur et de la saturation possible du marché immobilier,.
Une consultation publique est prévue d'abord au début de 2017, mais elle est reportée à l'approche des élections municipales de 2017. Le 15 mars 2018, lors de l'annonce de la construction d'une ligne de tramway à Québec, il est dévoilé qu'une station souterraine sera reliée au complexe. Le même mois, la Commission d'urbanisme émet un avis farouchement négatif, la « qualité architecturale » de la proposition de 2016 ayant soudainement disparu des plans. Le 9 mai 2018, elle accorde cependant un avis favorable à la lumière de nouvelles modifications techniques, mais précise que « l'acceptabilité de ces grandes hauteurs est intimement liée à la grande qualité exigée ».
Le promoteur tient des séances d’information les 19 et 20 juin. Il annonce alors que le nombre d'étages des quatre tours est respectivement fixé à 65, 51, 30 et 17. La Ville tient deux séances d'information auprès des citoyens sur les « aspects réglementaires » du projet les 29 et 30 octobre puis une séance de consultation le 21 novembre. Pour éviter une modification possiblement controversée au Programme particulier d'urbanisme (PPU), lequel empêche les constructions hautes de plus de 29 étages dans ce secteur, la Ville choisit de faire appel à l'article 74.4 de sa charte, qui lui accorde le droit « d'imposer de grands projets privés ou publics sans tenir compte de l'acceptabilité du voisinage ». Le 17 décembre 2018, le conseil municipal de Québec adopte facilement la mesure malgré une pétition de 2000 signataires et le vote défavorable de cinq conseillers municipaux.
Au moment où les travaux devaient débuter, fin d'été 2019, le promoteur annonce ne pas posséder les appuis financiers escomptés. 71 employés sont licenciés. Par ailleurs, la conception d'un pôle d’échange du RTC sous l'immeuble provoque le report des travaux à 2021, cinq ans plus tard que prévu initialement.
Le projet nécessiterait un investissement de 755 millions de dollars sur dix ans. La tour principale pourrait être complétée en quatre ans, soit vers 2025. La seconde tour à être érigée serait consacrée à de l'habitation pour aînés.

### Abandon
En février 2020, la ville de Québec écarte le Phare comme nouveau pôle d'échange de son réseau de transport en commun. La tour de 65 étages est abandonnée en juillet, puis le projet en entier est remplacé par un nouveau en novembre, baptisé « Humaniti ».